# Barybas sparsesetosa
Barybas sparsesetosa är en skalbaggsart som beskrevs av Frey 1973. Barybas sparsesetosa ingår i släktet Barybas och familjen Melolonthidae. Inga underarter finns listade.